# Synagoga Józefa Nelkena w Łodzi (ul. Południowa 18)
Synagoga Józefa Nelkena w Łodzi – prywatny dom modlitwy znajdujący się w Łodzi przy ulicy Południowej 18, obecnie ulica Rewolucji 1905 roku.
Synagoga została zbudowana w 1902 roku z inicjatywy Józefa Nelkena. Mogła ona pomieścić 30 osób. Podczas II wojny światowej hitlerowcy zdewastowali synagogę.